# 7th Sea
7th Sea ou Seventh Sea (No Brasil: 7º Mar) é um RPG de fantasia e
swashbuckler (ou capa e espada) da Alderac Entertainment Group, ambientado no fictício mundo de Théah.
Em 2000, o jogo venceu o  Origins Award na categoria "Melhor RPG de 1999. O cenário também deu origem a um jogo de cartas colecionáveis. Em 2001, duas revistas em quadrinhos publicadas pelo Studio G: "7th Sea – Absolution" e "7th Sea: Prelude to Ruin".
Em 2015, Alderac Entertainment Group anunciou que tinha entrado em um acordo com a John Wick Presents, transferindo efetivamente os direitos de publicação de 7th Sea para John Wick. AEG ainda reterá direitos limitados para publicar produtos não revelados.

## Cenário
7th Sea se passa no mundo de Théah, inspirado na Renascença. Théah é um mundo de mosqueteiros, piratas, sociedades secretas e intriga política.
Cada país em Théah pode ser comparado a um reino europeu, mas é uma representação exagerada. Feitiçaria existe em grande parte do mundo. A religião dominante no mundo é a crença em Theus e seus profetas, é baseado em uma forma de cristianismo gnóstico e apresenta um paralelo com a Inquisição espanhola. Também há referências aos Cavaleiros Templários, Maçons e ao Colégio invisível dos cientistas.
Todas as grandes potências europeias têm suas representações no Theáh. Avalon (Grã-Bretanha), Castella (Espanha), Montaigne (França), Eisen (Alemanha), Ussura (Rússia), Vendel / Vestenmanavnjar (Holanda/Escandinávia) e Vodacce (Itália) são as principais culturas do jogo. Há também Inismore (Irlanda), Highland Marches (Escócia), Crescent Empire (Império Otomano/ Arábia), Midnight Archipelago (Caribe e Norte da África) e o secreto Cathay (China/Coreia/Tibet).
Dos sete mares que rodeiam Theáh, apenas seis são realmente conhecidos. Ha uma duvida da existência do sétimo, e há boatos de que aqueles que vão até ele, não retornam para contar a história.

## História
Originalmente, 7th Sea foi lançado para o sistema Roll & Keep (R&K), que usa dados de 10 lados, o mesmo de Legend of the Five Rings.
Em 2004, a Alderac Entertainment Group lançou uma adaptação para sistema d20 com o título de Swashbuckling Adventures.

## No Brasil
Em 2016, foi o jogo foi anunciado pela New Order Editora, mesma editora que publica Legend of the Five Rings no país, em novembro do mesmo ano, a editora criou uma campanha de financiamento coletivo na plataforma Catarse.me com o nome de 7º Mar.

## Livros
Embora a própria linha esteja fora de catálogo, alguns dos livros ainda podem ser comprados diretamente da editora em convenções ou através do eBay. Alderac Entertainment Group lançou uma série de livros em formato pdf em www.drivethrurpg.com.
7th Sea Player's Guide
O livro de regras básicas para o jogo. Ele contém informações sobre criação personagens e o sistema básico de regras.
7th Sea Game Master's Guide
Segundo livro das regras básicas do jogo. Grande parte do livro traz informações sobre o mundo que foram substituídas pelos livros das nações. No entanto, ele também contém uma seleção de regras para o Mestre de jogo, como perseguições e venenos.
7th Sea Game Master's Screen
Um escudo do mestre contendo uma aventura chamado 'The Lady's Favour', que é a primeira parte da campanha  'Erebus Cross'.
7th Sea Compendium
Este livro foi um suplemento gratuito desenvolvido para preencher a lacuna entre a primeira e a segunda edição dos dois livros básicos. A segunda impressão contem algumas adições, que são fornecidas aqui para aqueles que possuem a primeira impressão.

### Livros das nações
Cada um dos livros desta coleção descreve uma nação em particular, desenvolve a cultura
Cada um desses livros detalha uma nação em particular, sua cultura e os os personagens que podem potencialmente serem encontrar.  Há também muitos detalhes sobre os vários personagens não-jogadores (NPCs) que vivem no país e os seus segredos.
The Pirate Nations
Detalhes da seleção de capitães piratas navegam os sete mares. Este foi o primeiro livro a ser lançado, mas principalmente porque mas principalmente porque a informação contida neste livro foi substituída e repetida em Waves of Blood.
Avalon
Este país é muito parecido com a Grã-Bretanha elisabetana. Ele tem uma forte influencia do Ciclo Arturiano e a terra também é povoado por criaturas estranhas dos contos de fadas.  Como a Grã-Bretanha, é um reino insular, que é constituído por várias ilhas, incluindo Avalon (com base na Inglaterra), Inismore (Irlanda) e os pântanos de Highland (Escócia). A soberana é rainha Elaine, que busca acima de tudo, a unidade das três ilhas.
Montaigne
Versão da da França pré-revolucionária. Ele inclui detalhes sobre as famílias nobres e vida nos tribunais corruptos do tempo do Rei Sol. . O governante, Léon Alexandre du Montaigne, é um dos homens mais poderosos do mundo e é adepto da bruxaria.
Eisen
A versão encharcada lama e cheia de cicatrizes de guerra da Alemanha durante a Guerra dos Trinta Anos é detalhado aqui. Ele também contém uma grande variedade de novas escolas de esgrima.
Castille
Este país é muito parecido com a  Península Ibérica (Espanha, Portugal), durante a Reconquista e governado por um rei-menino. O livro contém informações adicionais sobre a igreja Vaticínio e os perdidos feiticeiros do fogo. Também tem semelhanças com a Califórnia do século XIX.
Vodacce
Este Veneziano/italiano grupo das cidades-estado foi a base inicial para 7th Sea.
Ussura
Um dos países pouco lembrados, Ussura é muito parecido Rússia feudal. A política e as áreas deste imenso país são detalhados aqui junto com as notas expandidas em Pyerem shapechanger sorcery.
Vendel/Vesten
Embora seja um grupo de ilhas, é tecnicamente, um país que é governado por duas culturas. Vendel  é muito parecido com os comerciantes holandeses do Renascença ou Liga Hanseática, e vivem ao lado da velha guarda de viquingues nórdicos. As tensões entre os dois grupos são totalmente detalhadas aqui.

### Livros das sociedades secretas
7th Sea também está cheio de sociedades secretas. Cada um desses livros expande as informações encontradas no livro do Mestre e adiciona várias novas habilidades e escolas dos personagens dos jogadores.
The Knights of the Rose and Cross
Esta ordem de cavaleiros é fortemente baseado no Templários, misturado com um toque de Os Três Mosqueteiros.
Rilasciare
Uma ordem de revolucionários de várias formas e tamanhos diferentes.
Die Kreuzritter
A ordem secreta de cavaleiros que foi supostamente destruída vários há séculos.
The Invisible College
Enquanto a igreja era usada para encorajar a experimentação científica, o aumento da Inquisição pôs um fim a isso.  Este livro é sobre o ordem de cientistas subterrâneos, contém normas de elaboração e concepção de novas invenções.
Los Vagos
Um homem pode fazer a diferença. A figura misteriosa do vagabundo El Vago (semelhante ao Zorro) tem mais do que alguns assistentes. Sua ordem de espiões e ajudantes é expandida neste livro.
Sophia's Daughters
Esta ordem secreta das mulheres que parecem saber mais sobre o mundo do que qualquer outra pessoa. Neste livro suas feitiçarias secretas e conexões Sidhe são expostas.

### Aventuras e campanhas
Existem algumas aventuras publicadas e uma grande campanha. A campanha Erebus Cross é uma campanha que leva os personagens em todo o território do mundo de Theáh. Ele é publicado em três partes. Cada um dos livros da Erebus Cross também contêm informações sobre a  Explorer's Society.
Scoundrel's Folly
segunda parte de Erebus Cross, leva os personagens a uma ilha cheia de monstros.
The Arrow of Heaven
terceira parte de Erebus Cross, leva os personagens a um confronto final em Vodacce.
Mightier than the Sword
duas aventuras desconexas podem ser encontrada aqui. Uma delas envolve um violinista em Montaigne, a outra uma viagem através do mar seguindo pistas de romances.
Tangled Strands
Este mini-campanha decorre durante quatro aventuras. Cada uma é projetada para encaixar entre outras aventuras ou ser executados uma após o outra.
Freiburg
Este enorme box contém detalhes completos sobre a cidade de Freiburg. Abrange todos os tipos de áreas e personagens de toda a cidade. No box também há uma campanha de várias aventuras chamada Hammer and Tongs.
Villain's Kit
Este livro desafia a categorização. Era muito caro, visto que incluía membros do agora grupo de fãs de 7th Sea chamado "NOM". No entanto, o livro em si é bastante útil, contendo ensaios sobre a criação de vilões e uma pequena aventura.

## Os livros azuis
Quando a nação e os livros secretos da sociedade foram concluídos, A editora redesenhou o estilo de capas dos jogos. Estes livros azuis são projetados para jogar, mas, não seguem qualquer modelo de séries como os outros.
Crescent Empire
Este livro é para a área árabe de Théa e detalha as quatro nações mais ou menos da mesma forma que os livros nacionais.
Waves of Blood
Este livro traz o enredo do jogo de cartas e detalhes de acordo com o RPG, com uma história completa das histórias do jogo de cartas. Ele também atualiza e repete toda a informação de The Pirate Nations.
The Montaigne Revolution
Não apenas para Montaigne, este "7th Sea Almanac" detalhes meta-plot do jogo para o ano de 1668 Inclui a revolução Montaigne, mas também as mudanças em Vodacce e parcelas menores de todos os outros países.
The Church of the Prophets
Este livro oferece informações sobre todas as formas de cristianismo em "7th Sea". Ele inclui a igreja Vaticínio (católica) e sua cisma com os Objectionists (protestantes). Ele também detalha a fé Ussuran.
Swordsman's Guild
Este livro é sobre o duelos e a guilda contém uma grande variedade de novas escolas de esgrima. Ele também detalha vários NPCs importantes e a história e a agenda de Swordsman's Guild.

### Swashbuckling adventures
Alderac Entertainment Group adicionou estatísticas do sistema d20 para os livros posteriores da linha 7th Sea, na tentativa de aumentar sua popularidade. Os três primeiros lançamentos foram livros totalmente inspirados em d20, para trazer jogadores d20 com mais rapidez. A linha, em seguida, continuou com estatísticas para os dois sistemas de regras.
Swashbuckling Adventures
Livro básico para d20, detalha o mundo básico de Theáh e as várias classes de personagens e novos talentos disponíveis.
Heroes, Villains and Monsters
O segundo lançamento totalmente para d20, um livro de NPCs, detalha muitos dos NPCs vistos anteriormente em formato d20, bem como vários monstros do mundo do Theáh.
Swashbuckling Arcana
Tercerio e último  totalmente para d20, detalha os diversos feitiços e magias disponíveis em Theáh.
Islands of GoldThe Midnight Archipelago:
Este livro detalha a área geral de Midnight Archipelago e oferece muitos detalhes sobre algumas das várias ilhas.
Explorer's Society
Este livro de sociedade secreta para uma sociedade não muito secreta é muito parecido com os outros sociedade secreta publicados originalmente.
Strongholds and Hideouts
Este livro é uma coleção de áreas a serem encontradas em torno Theáh. Alguns são místico (como o templo de Lawrence Lugh em Avalon) e outros são bastante simples (como o esconderijo Grim Rye em Montaigne).
Cathay, Jewel of the East
Outro livro nação, muito parecido com o Empire Crescent. As terras chinesas de Cathay são detalhados aqui.
Ships and Sea Battles
Este livro concentra-se em tudo publicado em Waves of Blood. Há menos ênfase nos piratas, mais focado em portos e negociações.
The Sidhe Book of Nightmares
Um livro completo sobre o Sidhe, incluindo novas criaturas e até mesmo Sidhe como personagens dos jogadores.
Knights & Musketeers
Este livro é uma coleção traz novidades coisas anteriormente mencionadas nas  ordens de cavaleiros, dos Mosqueteiros de Montaigne aos Cavaleiros de Elaine para os guardas do O'Bannon.
Rapier's Edge
Este último livro impresso para a linha é uma coleção de aventuras para todas as nações e sociedades. Ele também incluem detalhes sobre a linha do tempo do meta-plot até 1675.

## Downloads
Os fãs e escritores da linha continuou a trabalhar sobre o jogo muito tempo depois a editora parou de publicar. Vários e-books foram produzidos ao longo de aventuras, que podem ser encontrados em sites de fãs e no site da própria Alderac Entertainment Group.
- Adventurer's Society of Luthon PDF: Uma sociedade de cavalheiro s aventureiros de Avalon  para rivalizar com os exploradores.
- A Murder of Supplication PDF: Uma aventura épica em Ussura que resolve um dos maiores enredos.
- The Alchemist's Guild PDF: Um pequeno e-book sobre uma guilda de alquimistas.
- The Jenny's Guild PDF: Detalhes sobre a história e os personagens da guilda de prostitutas em Theáh.
- A Legacy of Faith PDF:Informações de duas localidades da Era das Cruzadas no Império Crescente.
- The Fall of Derwyddon PDF:Aventura que foi cortado da apier's Edge  que configura a Guerra Sidhe.
- Novus Ordum Mundi PDF: Um livro de sociedade secreta para um grupo tão secreto, que o guia do jogador nem sequer menciona.
- Noblesse Oblige PDF: Detalhes sobre os tribunais de Theáh e da política da nobreza. Inclui nova reputação e regras de combate sociais.